# Vincenzo Maenza
Vincenzo Maenza, född den 2 maj 1962 i Bologna, Italien, är en italiensk brottare som tog OS-guld i lätt flugviktsbrottning i den grekisk-romerska klassen 1984 i Los Angeles, OS-guld igen i samma viktklass 1988 i Seoul och slutligen OS-silver 1992 i Barcelona.  